# Rhododendron ferrugineum
Rhododendron ferrugineum là một loại cây bụi thường xanh mọc ngay phía trên dòng cây ở dãy Alps, Pyrenees, Jura và bắc Apennines, trên đất chua. Đây là loại loài điển hình của chi Rhododendron. Cây có thể cao tới 1 m và tạo ra những cụm hoa hình chuông màu đỏ hồng trong suốt mùa hè. Mặt dưới của lá được bao phủ trong các đốm màu nâu gỉ, tạo cho loài này phần thứ hai của tên nhị thức của nó (ferrugineum, tiếng Latin có nghĩa là "màu rỉ sét", "ferruginous"). Điều này trái ngược với Rhododendron hirsutum, không có màu nâu như vậy, có các cạnh có lông với lá và mọc trên đá vôi. Khi hai loài cùng xuất hiện (thường là trên đất có độ pH trung gian), có thể xảy ra lai Rhododendron × trung gian; như tên gọi của nó, nó là hình thức trung gian giữa hai loài bố mẹ.
R. ferrugineum có độc tính vừa phải, chứa arbutin, arecoline và rhodoxanthin, và có thể gây nôn, và khó khăn cho hệ thống tiêu hóa, thần kinh, hô hấp và tuần hoàn. 